# Enver Marina
Enver Marina (* 27. Januar 1977 in Ade, SFR Jugoslawien) ist ein albanischer Fußballtorwart.

## Karriere
Enver Marina war bis 2004 beim SV Niederauerbach, dem heutigen SVN Zweibrücken, aktiv. Von 2004 bis 2006 stand er in der Verbandsliga beim FC Kutzhof im Tor. Der Verein qualifizierte sich 2005 für den DFB-Pokal. In der ersten Runde unterlag man dem Bundesligisten Borussia Mönchengladbach mit 0:3. Marina stand bei diesem Spiel im Tor des FC Kutzhof. 2006 wechselte Enver Marina zum 1. FC Saarbrücken. Vornehmlich spielte er für die zweite Mannschaft des FCS in der Oberliga Südwest, stand aber als Vertretung auch mehrere Spiele im Tor der Regionalliga-Mannschaft. 
Zur Saison 2007/08 wechselte er zu Borussia Neunkirchen, bei dem er Stammtorhüter in der Oberliga Südwest war. Nach nur einer Saison kehrte er 2008 wieder zum 1. FC Saarbrücken zurück, der inzwischen ebenfalls in der Oberliga antrat. In den ersten 15 Spielen, von denen keines verloren wurde, stand Marina im Tor der Saarbrücker. Nach einer Verletzung bestritt er aber in der restlichen Saison kein Spiel mehr. Der FCS stieg am Ende der Spielzeit in die Regionalliga auf. Am 11. Spieltag der folgenden Saison stand er erstmals wieder in einem Ligaspiel im Tor der Saarbrücker. Seitdem war er wieder die „Nummer eins“. Saarbrücken gelang unter Trainer Dieter Ferner der direkte Durchmarsch in die 3. Liga. Auch hier spielte man nach anfänglichen Schwierigkeiten letztlich eine gute Rolle und beendete die Saison auf Tabellenplatz sechs. Somit trat der FCS auch in der Saison 2011/12 mit Marina als Stammtorhüter in der 3. Liga an; er bestritt alle 38 Saisonspiele. Im Sommer 2013 wurde sein Vertrag in Saarbrücken nicht mehr verlängert.
Nach einem halben Jahr ohne Verein kehrte er im Februar 2014 zu seinem früheren Arbeitgeber Borussia Neunkirchen zurück, wo er einen Vertrag bis Saisonende erhielt. Im Sommer 2014 wurde Marina als Torwart-Trainer vom Regionalligisten SVN Zweibrücken verpflichtet, er verließ den Verein aber schon nach einem Monat wieder und schloss sich dem Oberliga-Aufsteiger FV 07 Diefflen an. Mit der Mannschaft stieg er 2015 in die Saarlandliga ab und kehrte mit ihr 2016 als Meister wieder in die Oberliga zurück.
Enver Marina betreibt eine eigene Torwartschule und ist seit 2021 Torwarttrainer beim FC 08 Homburg.

### Statistik
| Liga         | Spiele (Tore) |
| ------------ | ------------- |
| 3. Liga      | 078 (0)       |
| Regionalliga | 031 (0)       |
| Oberliga     | 106 (0)       |
| Wettbewerb   |               |
| DFB-Pokal    | 04 (0)        |

Stand: April 2017